# Heteroscada delicata
Heteroscada delicata är en fjärilsart som beskrevs av Talbot 1932. Heteroscada delicata ingår i släktet Heteroscada och familjen praktfjärilar. Inga underarter finns listade i Catalogue of Life.